# Her Story
Her Story – niezależna gra komputerowa w formie filmu interaktywnego stworzona i wydana przez Sama Barlowa. W rolę główną wcieliła się Viva Seifert. Tytuł został wydany 24 czerwca 2015 na platformy Microsoft Windows, OS X i iOS. W produkcji gracz używa bazy danych policyjnych nagrań wideo w celu rozwiązania sprawy zaginionego mężczyzny. Her Story została dobrze przyjęta przez krytyków, otrzymując głównie pozytywne recenzje oraz kilka nagród.
25 stycznia 2016 roku Sam Barlow zapowiedział Her Story 2.

## Rozgrywka
Her Story przedstawia serię fikcyjnych przesłuchań policyjnych z 1994 roku. W tej produkcji gracze za pomocą starego komputera przeszukują bazę danych z klipami wideo z tych przesłuchań, które zawierają odpowiedzi na pytania zadane pewnej Brytyjce o jej zaginionego męża. Jej wypowiedzi są transkrybowane, a gracz szuka nowych klipów poprzez analizowanie transkrypcji w bazie danych i próbuje rozwiązać sprawę poprzez zebranie wszystkich strzępów informacji.

## Produkcja
W początkowej fazie produkcji Sam Barlow zawarł w grze więcej typowych elementów rozgrywki, lecz stopniowo zmieniał jej styl na minimalistyczny. Dyskutując o innych grach detektywistycznych, Barlow przyznał, że L.A. Noire było dla niego zawodem, gdyż nigdy nie czuł się jak wspaniały detektyw, który musiał czytać różne rzeczy i podążać za wątkami śledztwa. Chociaż uznał, że seria Phoenix Wright była w tym lepsza, Barlow czuł, że była zbyt sztywna i próbowała sprawić, by gracz poczuł się mądrze, zamiast pozwolić mu na swobodne rozwiązywanie spraw. Te gry i ich problemy skłoniły Barlow do stworzenia Her Story. Jako inspiracje dla formatu gry Barlow wspomina także procesy sądowe takich osób jak Amanda Knox i Jodi Arias.
Produkcję tytułu wsparł fundusz Indie Fund.

## Odbiór
Michael Thomsen piszący dla gazety Washington Post opisał grę jako niesamowite osiągnięcie w tworzeniu czegoś osobistego, kinowego i zajmującego, choć trwającego tylko kilka godzin. Andy Kelly z PC Gamera przyznał grze ocenę 90/100, nazywając ją klimatycznym i zniewalającym thrillerem. Adam Smith z serwisu Rock, Paper, Shotgun opisał aktorstwo Seifert jako niezwykłe, a estetykę gry uznał za doskonałą. Matt Whittaker z serwisu Hardcore Gamer dał grze ocenę 4,5 w pięciostopniowej skali stwierdzając, że to gry takie jak Her Story pozwalają zdać sobie sprawę, jak naprawdę wyglądają innowacyjne i wyjątkowe produkcje. Mark Smith w swojej recenzji w serwisie Pocket Gamer uznał, że Her Story jest grą śmiałą, prowokującą i odmienną.
Her Story została ogłoszona grą miesiąca serwisu Gamespot w czerwcu 2015 roku oraz grą miesiąca serwisu Rock, Paper, Shotgun w lipcu 2015 roku.
W sierpniu 2015 roku ogłoszono, że sprzedano ponad 100 000 kopii gry.
Na gali nagród The Game Awards 3 grudnia 2015 roku Her Story wygrała w dwóch kategoriach: Best Narrative (najlepsza narracja) i Best Performance (najlepszy występ, za rolę Vivy Seifert). Była nominowana także w kategoriach Best Independent Game (najlepsza gra niezależna) oraz Games for Change (gry wyznaczające nowy kierunek).